# Кубок володарів кубків 1976—1977
Кубок володарів кубків 1976—1977 — 17-ий розіграш Кубка володарів кубків УЄФА, європейського клубного турніру для переможців національних кубків. 

## Учасники
| №п/п | Клуб                  | Турнір                                     |
| ---- | --------------------- | ------------------------------------------ |
| 1    | «Андерлехт»           | Володар Кубка володарів кубків 1975—1976   |
| 2    | «Гамбург»             | Володар Кубка ФРН 1975—1976                |
| 3    | «Саутгемптон»         | Володар Кубка Англії 1975—1976             |
| 4    | «Рода»                | Володар Кубка Нідерландів 1975—1976        |
| 5    | «Динамо» (Тбілісі)    | Володар Кубка СРСР 1976                    |
| 6    | «Атлетіко»            | Володар Кубка Іспанії 1975—1976            |
| 7    | «Наполі»              | Володар Кубка Італії 1975—1976             |
| 8    | «Локомотив» (Лейпциг) | Володар Кубка НДР 1975—1976                |
| 9    | «Андерлехт»           | Володар Кубка Бельгії 1975—1976            |
| 10   | «Хайдук»              | Володар Кубка Югославії 1975—1976          |
| 11   | МТК                   | Фіналіст Кубка Угорщини 1975—1976          |
| 12   | «Боавішта»            | Володар Кубка Португалії 1975—1976         |
| 13   | «Спарта»              | Володар Кубка Чехословаччини 1975—1976     |
| 14   | «Шльонськ»            | Володар Кубка Польщі 1975—1976             |
| 15   | «Марсель»             | Володар Кубка Франції 1975—1976            |
| 16   | «Левські-Спартак»     | Фіналіст Кубка Болгарії 1975—1976          |
| 17   | «Гарт оф Мідлотіан»   | Фіналіст Кубка Шотландії 1975—1976         |
| 18   | «Кардіфф Сіті»        | Володар Кубка Уельсу 1975—1976             |
| 19   | «Іракліс»             | Володар Кубка Греції 1975—1976             |
| 20   | «Серветт»             | Фіналіст Кубка Швейцарії 1975—1976         |
| 21   | АІК                   | Володар Кубка Швеції 1975—1976             |
| 22   | «Галац»               | Фіналіст Кубка Румунії 1975—1976           |
| 23   | «Рапід»               | Володар Кубка Австрії 1975—1976            |
| 24   | «Галатасарай»         | Володар Кубка Туреччини 1975—1976          |
| 25   | «Богеміан»            | Володар Кубка Ірландії 1975—1976           |
| 26   | «Каррік Рейнджерс»    | Володар Кубка Північної Ірландії 1975—1976 |
| 27   | «Есб'єрг»             | Володар Кубка Данії 1975—1976              |
| 28   | «Рейпас»              | Володар Кубка Фінляндії 1975               |
| 29   | «Буде-Глімт»          | Володар Кубка Норвегії 1975                |
| 30   | АПОЕЛ                 | Володар Кубка Кіпру 1975—1976              |
| 31   | «Флоріана»            | Володар Кубка Мальти 1975—1976             |
| 32   | «Кеплавік»            | Володар Кубка Ісландії 1975                |
| 33   | «Аріс»                | Фіналіст Кубка Люксембургу 1975—1976       |

## Попередній раунд
| Команда 1        | Заг.    | Команда 2 | 1-й матч | 2-й матч |
| ---------------- | ------- | --------- | -------- | -------- |
| 4/11 серпня 1976 |         |           |          |          |
| Кардіфф Сіті     | 2:2 (ч) | Серветт   | 1:0      | 1:2      |

## Перший раунд
| Команда 1                | Заг. | Команда 2          | 1-й матч | 2-й матч |
| ------------------------ | ---- | ------------------ | -------- | -------- |
| 15/29 вересня 1976       |      |                    |          |          |
| Льєрс                    | 1:3  | Хайдук (Спліт)     | 1:0      | 0:3      |
| МТК                      | 4:2  | Спарта             | 3:1      | 1:1      |
| АІК                      | 2:3  | Галатасарай        | 1:2      | 1:1      |
| Андерлехт                | 5:3  | Рода               | 2:1      | 3:2      |
| Буде-Глімт               | 0:3  | Наполі             | 0:2      | 0:1      |
| Богеміан                 | 3:1  | Есб'єрг            | 2:1      | 1:0      |
| Кардіфф Сіті             | 1:3  | Динамо (Тбілісі)   | 1:0      | 0:3      |
| Гамбург                  | 4:1  | Кеплавік           | 3:0      | 1:1      |
| Іракліс                  | 0:2  | АПОЕЛ              | 0:0      | 0:2      |
| Локомотив (Лейпциг)      | 3:5  | Гарт оф Мідлотіан  | 2:0      | 1:5      |
| Саутгемптон              | 5:2  | Олімпік (Марсель)  | 4:0      | 1:2      |
| Рапід (Відень)           | 2:3  | Атлетіко (Мадрид)  | 1:2      | 1:1      |
| ЧСУ Галац                | 2:5  | Боавішта           | 2:3      | 0:2      |
| 15 вересня/6 жовтня 1976 |      |                    |          |          |
| Каррік Рейнджерс         | 4:3  | Аріс               | 3:1      | 1:2      |
| 16/23 вересня 1976       |      |                    |          |          |
| Левскі                   | 19:3 | Рейпас Лахті       | 12:2     | 7:1      |
| 23/29 вересня 1976       |      |                    |          |          |
| Флоріана                 | 1:6  | Шльонськ (Вроцлав) | 1:4      | 0:2      |

## Другий раунд
| Команда 1                  | Заг.    | Команда 2         | 1-й матч | 2-й матч |
| -------------------------- | ------- | ----------------- | -------- | -------- |
| 20 жовтня/3 листопада 1976 |         |                   |          |          |
| Андерлехт                  | 10:2    | Галатасарай       | 5:1      | 5:1      |
| Боавішта                   | 3:3 (ч) | Левскі            | 3:1      | 0:2      |
| Каррік Рейнджерс           | 3:9     | Саутгемптон       | 2:5      | 1:4      |
| Гамбург                    | 8:3     | Гарт оф Мідлотіан | 4:2      | 4:1      |
| Динамо (Тбілісі)           | 1:5     | МТК               | 1:4      | 0:1      |
| Шльонськ (Вроцлав)         | 4:0     | Богеміан          | 3:0      | 1:0      |
| 20 жовтня/4 листопада 1976 |         |                   |          |          |
| АПОЕЛ                      | 1:3     | Наполі            | 1:1      | 0:2      |
| Атлетіко (Мадрид)          | 3:1     | Хайдук (Спліт)    | 1:0      | 2:1      |

## 1/4 фіналу
| Команда 1          | Заг. | Команда 2         | 1-й матч | 2-й матч |
| ------------------ | ---- | ----------------- | -------- | -------- |
| 2/16 березня 1977  |      |                   |          |          |
| Андерлехт          | 3:2  | Саутгемптон       | 2:0      | 1:2      |
| Левскі             | 2:3  | Атлетіко (Мадрид) | 2:1      | 0:2      |
| МТК                | 2:5  | Гамбург           | 1:1      | 1:4      |
| Шльонськ (Вроцлав) | 0:2  | Наполі            | 0:0      | 0:2      |

## 1/2 фіналу
| Команда 1         | Заг. | Команда 2 | 1-й матч | 2-й матч |
| ----------------- | ---- | --------- | -------- | -------- |
| 6/20 квітня 1977  |      |           |          |          |
| Наполі            | 1:2  | Андерлехт | 1:0      | 0:2      |
| Атлетіко (Мадрид) | 3:4  | Гамбург   | 3:1      | 0:3      |

## Фінал
| 11 травня 1977 |

| Гамбург                       | 2:0      | Андерлехт |
| ----------------------------- | -------- | --------- |
| Фолькерт 78' (пен.) Магат 88' | Протокол |           |

| Олімпійський стадіон, Амстердам Глядачів: 66 000 Арбітр: Пет Петрідж |

| Володар Кубка володарів кубків 1976—1977 |
| ---------------------------------------- |
| ФРН                                      |
| Гамбург 1-й титул                        |